# Joan Greenwood
Joan Greenwood (* 4. März 1921 in Chelsea; † 27. Februar 1987 in London) war eine britische Schauspielerin.

## Biografie
Joan Greenwood wurde in Chelsea geboren und studierte an der Royal Academy of Dramatic Art. Auch nach ersten Auftritten im Film war sie zunächst hauptsächlich im Theater tätig, bis sie ab Ende der 1940er Jahre regelmäßig im Kino zu sehen war. Besonders lag ihr die Rolle der verführerischen Schönheit, so auch in ihrer heute wohl bekanntesten Rolle als Sibella in der schwarzen Komödie Adel verpflichtet von 1949. Nach etlichen populären Filmen der Ealing Studios wie Freut euch des Lebens und Der Mann im weißen Anzug trat Joan Greenwood auch in französischen und ab 1954 auch in US-amerikanischen Produktionen auf, darunter ein Auftritt in Fritz Langs Kostümfilm Das Schloß im Schatten. An die Erfolge der englischen Filme konnten die US-Produktionen aber nicht anknüpfen und so kehrte sie in ihre Heimat zurück. Sie verlegte sich in späteren Jahren auf Nebenrollen sowie Fernsehauftritte und blieb bis in ihr Todesjahr schauspielerisch tätig.
1960 lernte sie bei Dreharbeiten André Morell kennen und heiratete ihn. Die Ehe hielt bis zu Morells Tod 1978. Aus der Ehe ging ein Sohn Jason Morell hervor. Greenwood starb 1987 an einem Herzinfarkt.

## Filmografie (Auswahl)
- 1939: Little Ladyship (Fernsehfilm)
- 1941: My Wife’s Family
- 1943: The Gentle Sex
- 1947: Zwielicht (The October Man)
- 1948: Königsliebe (Saraband for Dead Lovers)
- 1949: Adel verpflichtet (Kind hearts and Coronets)
- 1949: Freut euch des Lebens (Whiskey Galore)
- 1949: Vom sündigen Poeten (The Bad Lord Byron)
- 1951: Der Mann im weißen Anzug (The Man in the White Suit)
- 1952: Ernst sein ist alles (The Importance of being Earnest)
- 1954: Die seltsamen Wege des Pater Brown (Father Brown)
- 1954: Liebling der Frauen (Monsieur Ripois)
- 1955: Das Schloß im Schatten (Moonfleet)
- 1958: Eines Tages öffnet sich die Tür (Stage Struck)
- 1961: Die geheimnisvolle Insel (Mysterious Island)
- 1963: Tom Jones – Zwischen Bett und Galgen (Tom Jones)
- 1964: Der Millionenschatz (The Moon-Spinners)
- 1966: Geheimauftrag für John Drake (Danger Man; Fernsehserie, 1 Folge)
- 1968: Barbarella (nur Stimme)
- 1977: Das Unheimliche (The Uncanny)
- 1978: Der Hund von Baskerville (The Hound of the Baskervilles)
- 1982–1983:  Triangle (Fernsehserie, 27 Folgen)
- 1983: Wagner – Das Leben und Werk Richard Wagners (Miniserie, 1 Folge)
- 1985–1986: Girls on Top (Fernsehserie, 13 Folgen)
- 1987: Klein Dorrit (Little Dorrit)